# 조언 (법)
조언(영어: Advice)은 국법에서 어떠한 정치적인 기관의 인물이 다른 정치적인 기관의 인물에게 주는 대체로 법적 구속력이 있는 공식적인 지시이다. 의원 내각제를 채택한 나라의 국가 원수는 자주 총리나 장관의 조언에 따라 행정권을 행사한다. 특히 의원 내각제를 갖춘 국가는 국가 원수가 총리의 자문으로 행정권을 행사한다. 예를 들면 벨기에의 군주는 총리의 자문으로 대신을 임명한다.
조언은 크게 3가지로 분류한다:
- 장관들 또는 대신들을 임명, 해고, 또는 경질하기에 대한 조언.
- 의회 해산에 대한 조언.
- 개원연설과 같은 공식적인 발표를 공포에 대한 조언.

몇몇의 나라들은 헌법이나 법령에 명시하는 대로 조언을 동의하는 의무는 법적으로 시행할 수 있다.

## 같이 보기
- 조언과 동의
- 헌법 경제학
- 입헌주의